# Permanganato de prata
Permanganato de prata é um composto inorgânico com a fórmula molecular AgMnO4. É um cristal de coloração roxa, com sistema cristalino monoclínica. Decompõe-se quando aquecido ou dissolvido em água, e aquecê-lo a altas temperaturas pode gerar explosões. Utilizado em máscaras respiratórias.

## Produção
Pode ser produzido através da reação entre nitrato de prata e permanganato de potássio:
AgNO3 + 
KMnO4 → 
AgMnO4 + 
KNO3